# Napoleonvis
De Napoleonvis (Cheilinus undulatus) is een vis die onder andere voor komt in de Rode zee en de Arabische Zee. Deze lipvis kan 2.30 meter lang worden. Ze komen voor langs rifhellingen en soms ook op laguneriffen. Napoleonvissen zijn van nature zeer nieuwsgierig, zij naderen duikers tot op enkele meters.
De Napoleonvis is de grootste en zwaarste lipvis (tot 190 kg). Ze zijn herkenbaar aan de enorme grootte en de bult op het voorhoofd. Hij voedt zich vooral met weekdieren. Ze komen voor op een diepte tot 60 meter.
In sommige landen wordt hij gevangen voor consumptie. Vooral in Oost-Azië is de vis populair. De soort staat op de Rode Lijst van de IUCN als "Bedreigd".
- Kleur(en): Blauw, Groen
- Leefgebied(en): Rode Zee, Indisch en Stille Oceaan, Tuamotu-eilanden, Ryukyu-eilanden, Nieuw-Caledonië, Arabische Zee